# Carson City
Carson City er hovedstad i den amerikanske delstat Nevada. Carson City har 58.639(2020) indbyggere. Byen blev grundlagt, da mineindustrien boomede, i Carson Citys tilfælde var det sølvminerne.

## Ekstern henvisning
- Carson Citys hjemmeside (engelsk) Arkiveret 7. april 2005 hos  Wayback Machine

- Wikimedia Commons har flere filer relateret til Carson City